# Địa đàng sụp đổ
Địa đàng sụp đổ (tiếng Anh: Concrete Utopia, tiếng Hàn: 콘크리트 유토피아) là một bộ phim điện ảnh Hàn Quốc thuộc thể loại thảm họa – tâm lý – chính kịch ra mắt vào năm 2023 do Um Tae-hwa làm đạo diễn kiêm viết kịch bản, với sự tham gia diễn xuất của các diễn viên chính gồm Lee Byung-hun, Park Seo-joon, Park Bo-young, Park Ji-hu, Kim Do-yoon và Kim Sun-young. Được dựa trên truyện tranh "Joyful Outcast" – phần thứ hai của loạt webtoon Pleasant Bullying của Kim Soong-nyung, tác phẩm tập trung xoay quanh thảm kịch đại địa chấn san bằng Seoul thành đống đổ nát và hành trình sinh tồn của những người sống sót tại chung cư Imperial Palace, và từ đây, hàng loạt cuộc tranh giành giữa những người ở chung cư và những kẻ vô gia cư diễn ra dữ dội.
Địa đàng sụp đổ có buổi công chiếu tại Hàn Quốc vào ngày 9 tháng 8 năm 2023 và tại Việt Nam vào ngày 1 tháng 9 năm 2023. Được nhận về những lời khen ngợi từ giới chuyên môn, ngày 17 tháng 8 năm 2023, tác phẩm được Hàn Quốc chọn làm đại diện đi tranh giải Oscar cho phim quốc tế hay nhất tại giải Oscar lần thứ 96, song không được đề cử trong danh sách rút gọn. Sau thành công của tác phẩm, phần tiếp theo có tên Thợ săn hoang mạc đã được ra mắt trên Netflix vào năm 2024.

## Nội dung
Thủ đô Seoul của Hàn Quốc gặp một trận động đất khiến tất cả tòa nhà đều sụp đổ, chỉ có tòa chung cư Imperial Palace là công trình duy nhất vẫn còn nguyên vẹn. Nhiều người sống sót từ nơi khác kéo đến tị nạn tại khu chung cư này. Vì lương thực đang khan hiếm nên cư dân chung cư mở một cuộc họp, thảo luận về việc có nên cho người vô gia cư ở lại hay không. Họ quyết định yêu cầu người vô gia cư rời đi. Đoàn người vô gia cư phẫn nộ gây ra một cuộc bạo động, nhưng gặp phải sự kháng cự quyết liệt của cư dân nên họ đành rời đi.
Kim Yeong-tak – một người đàn ông sống ở phòng 902 – là người được bầu làm người đại diện cho cả chung cư, và Kim Min-sung được chọn làm đội trưởng đội bảo vệ, mặc dù vợ của anh là Myung-hwa có vẻ không thích điều này. Hàng ngày một nhóm người của chung cư, dẫn đầu bởi Yeong-tak và Min-sung, đi đến chỗ những tòa nhà đổ nát để tìm kiếm đồ ăn và nhu yếu phẩm. Hye-won là cô gái sống ở phòng 903 và cũng là hàng xóm của Yeong-tak cũng đã trở về chung cư sinh sống. Một cảnh hồi tưởng tiết lộ rằng Yeong-tak không phải là cư dân ở chung cư Imperial Palace, thực chất là tài xế taxi tên Mo Se-beom đến đây để yêu cầu Yeong-tak thật trả lại số tiền mà hắn đã lừa đảo anh ta, hai người xảy ra tranh cãi và ẩu đả. Trong tình thế nguy hiểm, Se-beom giết chết Yeong-tak đúng lúc trận động đất diễn ra, từ đó Se-beom giả danh Yeong-tak để được ở lại chung cư.
Những người vô gia cư đã trả thù bằng cách giết hại một người đàn ông của chung cư. Se-beom nhớ lại việc vợ con mình chết trong trận động đất, anh ta quyết tâm không để cư dân chung cư phải chịu cảnh đau lòng như mình. Se-beom ra lệnh lục soát khắp chung cư, phát hiện một số phòng đang che giấu người vô gia cư. Những người phạm lỗi bị phạt quỳ gối và nói lời xin lỗi 200 lần. Hye-won nói với Myung-hwa rằng "Yeong-tak" không phải là người hàng xóm mà cô từng biết. Khi nhóm của Se-beom đi ra ngoài tìm kiếm đồ ăn, Myung-hwa và Hye-won đột nhập vào phòng của Se-beom để điều tra, phát hiện xác chết của Yeong-tak được giấu trong máy giặt. Ở bên ngoài, nhóm của Se-beom bị phục kích bởi những người vô gia cư, họ chống trả và chạy thoát về chung cư.
Tại chung cư, Myung-hwa đã vạch trần việc Se-beom giả danh Yeong-tak, đồng thời cho mọi người thấy xác của Yeong-tak. Các cư dân đuổi Se-beom đi, Se-beom tức giận trả đũa bằng cách ném Hye-won xuống hố sâu không thương tiếc khiến cho cô không thể qua khỏi. Đúng lúc đó, đoàn người vô gia cư tấn công vào khu chung cư. Trong lúc hỗn loạn, Min-sung và Myung-hwa bỏ chạy khỏi tòa nhà. Những kẻ vô gia cư đã ném chất nổ khiến nhiều người bị thương, trong đó có Se-beom. Se-beom mệt mỏi đi về phòng rồi nằm gục ngã trên sàn, không rõ sống chết ra sao, còn những người sống sót sau cuộc giao chiến đều rời đi. Phía bên kia, Min-sung vì vết thương quá nặng nên đã lặng lẽ ra đi, bỏ lại cô vợ Myung-hwa đầy đau khổ. Sau đó Myung-hwa gặp được một nhóm người tốt bụng đã cưu mang cô và cho cô chỗ ở.

## Diễn viên
- Lee Byung-hun vai Kim Yeong-tak / Mo Se-beom (phòng 902)
- Park Seo-joon vai Kim Min-sung (phòng 602)
- Park Bo-young vai Myung-hwa (phòng 602)
- Park Ji-hu vai Hye-won (phòng 903)
- Kim Sun-young vai Geum-ae (phòng 1207)
- Kim Do-yoon vai Do-gyun (phòng 809)
- Uhm Tae-goo vai người đàn ông vô gia cư
- Lee Seon-hee vai mẹ của Ju-mong
- Joo In-young vai Kim Po-daek